# Борис Кривокапић
Борис Кривокапић (Београд, 16. новембар 1958) српски је универзитетски професор и правник. Pедовни je професор на Универзитету MБ и професор на Правном факултету Самарског националног истраживачког универзитета „С. П. Корољов” у Русији. Инострани је члан Руске академије природних наука.

## Биографија
Борис Кривокапић рођен је у Београду 16. новембра 1958. године. Дипломирао је 1979, магистрирао 1985. и докторирао 1988. на Правном факултету Универзитета у Београду. Запослен је на Пословном и правном факултету Универзитета "МБ" у Београду и предаје на Правном факултету Самарског националног универзитета (Самара, Русија, од 2016). Редовни је професор за предмете Међународно јавно право и Људска права, као и на предметима на мастер и докторским студијама.
Учествовао на више међународних конференција у Аустрији, Босни и Херцеговини, Великој Британији, Грчкој, Југославији...
Предавао је на 9 универзитета у Србији, Босни и Херцеговини, и Русији, као и на Дипломској академији Министрарства спољних послава Југославије.

### Борилачке вештине
Борилачким вештинама се бави од 1974. године. Носилац је велемајсторских и високих мајсторских звања у неколико борилачких вештина. Један је од оснивача теквондоа у Србији. Био је петоструки првак Југославије и Србије у теквондоу у формама и вицешампион Србије у борбама; оснивач и дугогодишњи шеф стручног штаба одн. главни тренер Теквондо клуба „Црвена звезда” у време његових највећих успеха (1994—2002).
Оснивач је свеобухватне борилачке вештине хапкикван, која је један од признатих стилова корејског хапкидоа. Потпредседник је Европске Хапкидо уније (European Hapkido Union). и једини представник за Србију низа водећих међународних савеза.

## Награде и признања
- 1996 — Признање Института за упоредно право, поводом 40 година Института
- 2004 — Награда категорије А1 Министарства науке и животне средине Републике Србије за изузетне научне резултате постигнуте у реализацији пројеката из програма основних истраживања за период 2002—03.
- 2006 — Награда „Професор Борислав Т. Благојевић” за најбоље дело у области упоредног и европског права обвављено у Србији и Црној Гори у периоду 2004—2005.
- 2011 — Награда „Најбољи аутор” за 2011. годину, „Службени гласник”, Београд
- 2023 — Зхвалница ректора Самарског националног универзитета „С. П. Корољов”, Самара, Русија

## Дела
- Лексикон међународног права, Београд 1998, 566 стр.
- Заштита мањина: историјски развој, основна питања и заштита у оквиру УН, Београд 2004, 871 стр.
- Заштита мањина у регионалним оквирима и путем билатералних споразума, Београд 2004, 889 стр.
- Заштита мањина у националним порецима држава, Београд 2004, 921 стр.
- Енциклопедијски речник међународног права и међународних односа, Београд 2010, 1190 стр.
- Актуелни проблеми међународног права, Београд 2011, 754 стр.
- Међународно јавно право, 3. изм. и доп. издање, Београд 2017, 927 стр.
- Мир и рат у међународним односима и праву , Београд 2010, 1074 стр.
- Мирное разрешение международных споров, Самарский национальный исследовательский университет имени академика С. П. Королева, Самара (Русија), 591 стр.
- Международное право в период вооруженных конфликтов, Самарский национальный исследовательский университет имени академика С. П. Королева, Самара (Русија) 2021, 834 стр.
- Рат и право: Теорија и пракса отужаних сукоба и међународно право', Академија наука и уметности Републике Српске (Бања Лука), Удружење правника Републике Српске (Бања Лука), Факултет безбедности (Београд), Бања Лука 2023, 1.552 стр.

- Конзуларне конвенције СССР-а са другим земљама Варшавског уговора (Београд 1987, 131 стр.)
- Контрола државне управе у Совјетском Савезу - домети перестројке (Београд 1988, 224 стр.)
- НАТО агресија на Југославију - сила изнад права (Београд 1999, 162 стр.)
- Положај етничких мањина у образовању (Београд 2000, 254 стр.)
- Европска социјална повеља (Београд 2002, 120 стр.)
- Службена употреба језика у међународном праву и новијем законодавству неких европских држава (Београд 2004, 405 стр.)
- Мањине у међународном праву (Београд 2006, 278 стр.)
- Међународно право: корени, развој, перспективе (Београд 2006, 279 стр.)
- Међународно јавно право (Београд 2013, 535 стр.)
- Међународно јавно право, Друго, изм. и доп. издање (Београд 2014, 757 стр.)
- Основи међународног права (Београд 2016, 325 стр.)
- Увод у међународно право (Београд 2017, 464 стр.)
- Проблемы современного международного права (Самара, Русија 2017, 328 стр.)
- Mеждународное публичное право (Самара, Русија 2018, 598 стр.)
- Увод у међународно право, Друго, изм. и доп. издање (Београд 2018, 399 стр.)

Одабране књиге чији је коаутор:
- Право и право на употребу језика (Београд, 1990)
- Југословенске мањине у суседним земљама и њихова права (Београд, 1992)
- Аландска острва - пример успешне аутономије (Београд 2001)
- International Law and the Interventionism in the "New World Order" (Madrid 2000)
- Увод у право Финске (Београд, 2005)
- Енциклопедија српског народа (Београд, 2008)
- La toponomastica in Istria, Fiume e Dalmazia, Volume I, Profili giuridici (Venezia 2009)
- Српско право и међународне судске институције, (Београд, 2009)
- Међународна људска права, (Београд, 2010, 2013, 2014, 2016, 2017, 2018, 2019)
- Topographical Names and Protection of Linguistic Minorities, Peter Lang International Academic Publishers (Frankfurt am Main, Berlin, Bern, Bruxelles, New York, Oxford, Wien 2011)
- The Hague Tribunal Between Law and Politics, (Belgrade, 2013)
- Европейское измерение 2016 (Москва 2016)
- Увод у право Русије (Београд 2017)
- Употреба силе у међународним односима (Београд 2018)